# Australische Badmintonmeisterschaft 1935
Die Australische Badminton-Meisterschaft 1935 fand im August 1935 in Melbourne statt. Es war die erste offizielle Badminton-Meisterschaft von Australien, nachdem in den Jahren zuvor im Staat Victoria bereits Titelkämpfe durchgeführt wurden, jedoch ohne die Existenz eines nationalen Badminton-Verbandes. Es wurden die Titelträger im Herreneinzel, Herrendoppel, Dameneinzel, Damendoppel und Mixed ermittelt.

## Finalresultate
| Disziplin    | Sieger                     | Finalist                 | Ergebnis          |
| ------------ | -------------------------- | ------------------------ | ----------------- |
| Herreneinzel | Cecil Craske               | E. H. Smith              | 15-6, 12-15, 15-4 |
| Dameneinzel  | Mavis Horsburgh            | Ivy Hewett               | 11-6, 11-3        |
| Herrendoppel | E. H. Smith H. Tattersall  | L. Little N. Nichols     | 18-13, 15-11      |
| Damendoppel  | E. Crow J. Badenach        | Mavis Horsburgh E. McCay | 15-4, 15-9        |
| Mixed        | Cecil Craske Isobel Newman | H. Tattersall Croome     | 15-12, 15-2       |